# Calliphora coloradensis
Calliphora coloradensis är en tvåvingeart som beskrevs av Hough 1899. Calliphora coloradensis ingår i släktet Calliphora och familjen spyflugor. Inga underarter finns listade i Catalogue of Life.